# George Springer
George Chelston Springer III (New Britain, 19 settembre 1989) è un giocatore di baseball statunitense che gioca nel ruolo di esterno per i Toronto Blue Jays della Major League Baseball (MLB).

## Carriera
Springer fu scelto dagli Houston Astros come 11º assoluto nel draft 2011. Debuttò nella MLB il 16 aprile 2014 al Minute Maid Park di Houston contro i Kansas City Royals, battendo subito la sua prima valida. Il suo primo fuoricampo lo colpì l'8 maggio 2014 a Comerica Park contro i Detroit Tigers. Il 26 giugno batté il suo 15º home run, diventando il primo rookie degli Astros a tagliare tale traguardo prima della pausa per l'All-Star Game. Il 23 luglio 2014, Springer fu inserito in lista infortunati per un infortunio al quadricipite. Il 16 settembre gli Astros annunciarono che non sarebbe più sceso in campo per quella stagione. In 78 gare nel 2014, Springer batté con una media di. 231, con 20 home run e 51 punti battuti a casa (RBI).
Nel 2015 Springer, assieme a José Altuve, Carlos Correa e Dallas Keuchel, divenne una figura chiave degli Astros, che raggiunsero i playoff per la prima volta dopo dieci anni di assenza, venendo infine sconfitti dai Kansas City Royals futuri campioni. L'anno successivo stabilì gli allora primati personali in valide (168), fuoricampo (29) e RBI (82), giocando tutte le 162 gare stagionali.
Il 2 luglio 2017, Springer fu convocato come titolare per il primo All-Star Game della carriera. La sua stagione regolare si chiuse con una media battuta di .283, 34 fuoricampo e 85 RBI, vincendo il suo primo Silver Slugger Award. Gli Astros terminarono con un record di 101–61, vincendo la propria division. Nei playoff la squadra si qualificò per le World Series 2017 dove affrontò i Los Angeles Dodgers. Nella serie, vinta da Houston per quattro gare a tre, Springer batté 5 home run, pareggiando il record condiviso da Reggie Jackson e Chase Utley, venendo premiato come MVP delle World Series, in cui batté con 11 su 29 con 7 RBI. Per gli Astros si trattò del primo titolo in 56 anni di storia.
Il 23 gennaio 2021, Springer firmò un contratto esennale dal valore complessivo di 150 milioni di dollari con i Toronto Blue Jays. Iniziò la stagione nella lista degli infortunati per problemi al quadricipite, esordendo con la squadra il 28 aprile. Il 2 maggio tornò nella lista degli infortunati di nuovo per problemi al quadricipite, restandoci fino al 22 giugno, giorno in cui venne rischierato in campo nella MLB. Il 17 agosto venne inserito per la terza volta nella lista degli infortunati per un problema al ginocchio sinistro. Tornò disponibile nella MLB il 30 agosto. Chiuse la stagione con 78 partite disputate nella MLB.

## Palmarès

### Club
- World Series: 1

Houston Astros: 2017

### Individuale
- MLB All-Star: 3

2017, 2018, 2019
- MVP delle World Series: 1

2017
- Silver Slugger Award: 2

2017, 2019
- Esordiente del mese: 1

AL: maggio 2014
- Giocatore della settimana: 5

AL: 4 giugno 2017, 12 maggio 2019, 1º agosto, 8 agosto e 3 ottobre 2021